# Кравченко, Андрей Григорьевич
Андре́й Григо́рьевич Кра́вченко (18 (30) ноября 1899, хутор Сулимин, Полтавская губерния, Российская империя — 18 октября 1963, Москва, СССР) — советский военачальник, участник Великой Отечественной войны, командир 2-го и 4-го танковых корпусов, 5-го гвардейского танкового корпуса, командующий 6-й (затем 6-й гвардейской) танковой армией. Дважды Герой Советского Союза (1944, 1945). Генерал-полковник танковых войск (1944).

## Детство и участие в Гражданской войне
Родился 30 ноября 1899 года на хуторе Сулимин Пирятинеского уезда Полтавской губернии (ныне село Сулимовка Яготинского района Киевской области Украины) в семье крестьянина. Украинец. Семья была бедняцкая. С 1906 года работал в помещичьей экономии графа Мусина-Пушкина. Окончил трёхлетнюю сельскую школу. С апреля 1916 по апрель 1917 года жил в Киеве, работал мальчиком-посыльным и упаковщиком на складе в строительно-технической конторе инженера Громова. С апреля 1917 года вновь жил в родной деревне.
Участник Гражданской войны с 1918 года. В сентябре 1918 года был арестован гайдамаками за сочувствие «красным», через две недели отпущен на поруки отца. Вскоре вступил в местный партизанский отряд. В Красной Армии с ноября 1918 года, когда вступил вместе с партизанами в Таращанский полк (командир В. Н. Боженко) 1-й Украинской повстанческой дивизии. Воевал красноармейцем в этой дивизии, затем в 1-й Украинской советской дивизии и в 44-й стрелковой дивизии Николая Щорса. С марта 1920 года — красноармеец и младший командир 60-го стрелкового полка 7-й Владимирской стрелковой дивизии. Участвовал в боевых действиях против войск Директории Украинской Народной Республики («петлюровцы») и польских войск.

## Межвоенное время
С апреля 1921 года учился на 29-х Полтавских пехотных курсах, вскоре переформированных в 14-ю Полтавскую военную пехотную школу, окончил её в 1923 году. С апреля 1923 до сентября 1925 года служил в 2-м отдельном батальоне связи в Тбилиси: командир отделения, командир взвода, командир роты. Член ВКП(б) с апреля 1925 года (был кандидатом с августа 1923 года). В 1925 году направлен на учёбу.
Окончил Военную академию РККА имени М. В. Фрунзе в 1928 году. С июля 1928 года — начальник штаба 21-го стрелкового полка 7-й Черниговской стрелковой дивизии Украинского военного округа. С октября 1930 года преподавал тактику на Ленинградских бронетанковых курсах усовершенствования комсостава. С мая по ноябрь 1931 года и с февраля 1932 по октябрь 1933 года находился в «секретной командировке» С ноября 1931 по февраль 1932 года был преподавателем тактики — начальником мотомеханизированного курса на Ленинградских бронетанковых КУКС. С ноября 1933 года — начальник штаба Казанских курсов усовершенствования старшего и среднего технического состава, с февраля 1935 года — старший преподаватель тактики и начальник общевойскового цикла в Саратовском бронетанковом училище. С мая 1939 года — офицер для особых поручений при командующем войсками Приволжского военного округа. С августа 1939 года — начальник штаба 61-й стрелковой дивизии (Пенза). С декабря 1939 года — начальник штаба 173-й мотострелковой дивизии. В этой должности участвовал в советско-финляндской войне 1939—1940 годов и в Бессарабском походе РККА в июне—июле 1940 года. С июня 1940 года — начальник штаба 16-й танковой дивизии (штаб в г. Котовск, а с марта 1941 — начальник штаба 18-го механизированного корпуса в Одесском военном округе (штаб в г. Аккерман).

## Великая Отечественная война
На фронтах Великой Отечественной войны с июня 1941 года, вступил в бой на той же должности на Южном фронте. 9 сентября 1941 года был назначен командиром 31-й танковой бригады, которая формировалась в тылу и приняла участие в военном параде на Красной площади 7 ноября 1941 года, а уже 12 ноября сражалась на Западном фронте. Участвовал во главе бригады в оборонительном и наступательном этапах битвы за Москву в районах Клина, Солнечногорска, Волоколамска по 10 января 1942 года. С февраля 1942 года — заместитель командующего 61-й армии по танковым войскам на Брянском фронте, участвовал в Болховской наступательной операции.
Начальник штаба 1-го танкового корпуса (с 31 марта по 30 июля 1942 года). По завершении формирования корпус в апреле 1942 года прибыл на Брянский фронт, где с конца июня принял участие в Воронежско-Ворошиловградской оборонительной операции. С 30 июля по 13 сентября 1942 года командовал 2-м танковым корпусом на Сталинградском фронте, корпус оперативно подчинялся командующему 62-й армией, понёс тяжелые потери в оборонительных сражениях в Сталинграде и севернее города.
С 18 сентября 1942 по 24 января 1944 года командовал 4-м танковым корпусом, который участвовал в Сталинградской битве во составе Донского и Юго-Западного фронтов. В ноябре 1942 года корпус успешно действовал при окружении 6-й немецкой армии в Сталинграде и в последующих боях операции «Уран» по её уничтожению. Приказом Наркома обороны СССР от 7 февраля 1943 года корпус был преобразован в 5-й гвардейский танковый корпус за образцовое выполнение боевых задач, стойкость, мужество, высокую дисциплину и героизм личного состава, проявленные в Сталинградской битве. Впереди были непрерывные сражения зимы и весны 1943 года: стремительное наступление в Острогожско-Россошанской и Воронежско-Касторненской операциях, трудное продвижение вперёд в Харьковской наступательной операции и тяжелейшие оборонительные бои в Харьковской оборонительной операции. После пополнения 5-й гвардейский танковый корпус корпус под командованием генерала Кравченко вновь вступил в бой в Курской стратегической оборонительной операции, сражался и в Белгородско-Харьковской наступательной операции, Сумско-Прилукской операции, в Киевской наступательной и в Киевской оборонительной операциях 1943 года.
Указом Президиума Верховного Совета СССР «О присвоении звания Героя Советского Союза генералам, офицерскому, сержантскому и рядовому составу Красной Армии» от 10 января 1944 года за «образцовое выполнение боевых заданий командования на фронте борьбы с немецко-фашистскими захватчиками и проявленные при этом отвагу и геройство» удостоен звания Героя Советского Союза с вручением ордена Ленина и медали «Золотая Звезда».
С 25 января 1944 года — командующий 6-й танковой армией, созданной в составе 5-го гвардейского танкового и 5-го механизированного корпусов. Сразу после формирования 6 танковая армия принимала участие в Корсунь-Шевченковской наступательной операции (24 января — 17 февраля 1944 года), затем в Уманско-Ботошанской операции (5 марта — 17 апреля), Ясско-Кишиневской операции (20 — 29 августа 1944 года), Бухарестско-Арадской операции (30 августа — 3 октября 1944).
12 сентября 1944 года 6 танковая армия была преобразована в 6-ю гвардейскую танковую армию. Уже под гвардейским знаменем 6-я гв. ТА под командованием А. Г. Кравченко принимала участие в Дебреценской наступательной операции (6 — 28 октября 1944 года), Будапештской наступательной операции (декабрь 1944 — январь 1945 года), Венской наступательной операции (16 марта — 15 апреля 1945 года), Пражской операции (5 — 12 мая 1945 года).
По окончании боевых действий в Европе 6-я гв. ТА была передислоцирована в Монголию и вошла в состав Забайкальского фронта. В его составе армия в августе 1945 года приняла участие в Хингано-Мукденской наступательной операции (9 августа — 2 сентября 1945 года) Советско-японской войны. Неслыханный в мировой истории бросок танковой армии генерала Кравченко через пустыню Гоби и преодоление с ходу хребта Большой Хинган, стремительный прорыв на Маньчжурскую равнину расчленили на части Квантунскую армию и сыграли огромную роль в быстром победном завершении этой операции.
Закономерным итогом этого сражения стало присвоение А. Г. Кравченко звания дважды Героя Советского Союза указом от 9 августа 1945 года.
Генерал-майор танковых войск (21.07.1942), генерал-лейтенант танковых войск (7.06.1943), генерал-полковник танковых войск (13.09.1944).

## Послевоенное время

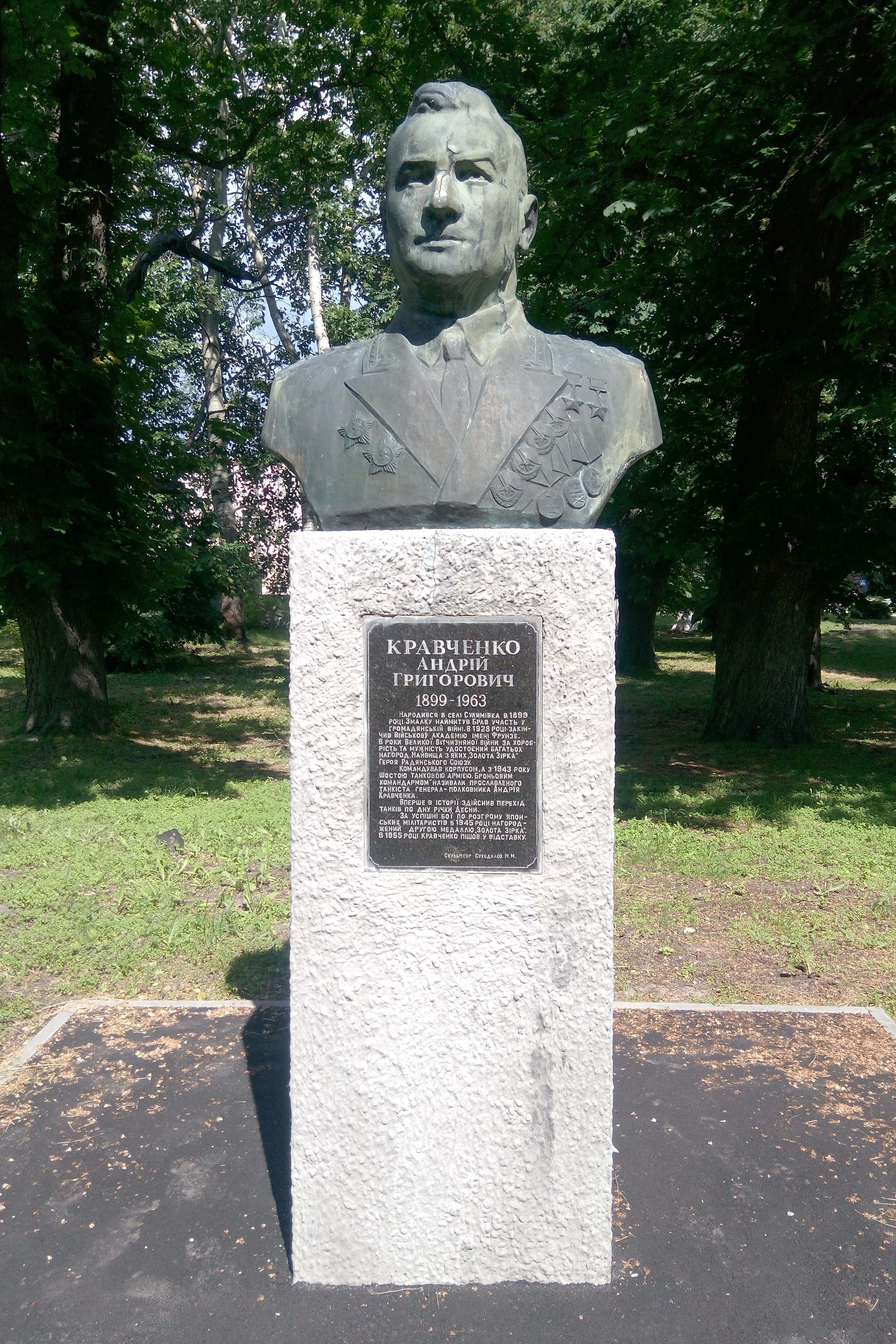
Бюст Андрея Кравченко на Аллее Героев-земляков в Яготине

В мирное время продолжал командовать 6-й гвардейской танковой армией (с июля 1946 — 6-я гвардейская механизированная армия) Забайкальского военного округа. С апреля 1948 года — командующий бронетанковыми и механизированными войсками Забайкальского военного округа. В 1949 году окончил Высшие академические курсы при Высшей военной академии имени К. Е. Ворошилова. По окончании курсов — командующий бронетанковыми и механизированными войсками Прибалтийского и Дальневосточного военных округов. С января 1954 года — помощник командующего Дальневосточного военного округа по танковому вооружению. С августа 1954 года находился в распоряжении Министра обороны СССР из-за тяжелой болезни. С октября 1955 года — в запасе по состоянию здоровья.
Депутат Верховного Совета СССР 2-го созыва (1946—1950).
Скончался 18 октября 1963 года после тяжёлой болезни. Похоронен в Москве на Новодевичьем кладбище.
Женат, супруга Лариса Васильевна Кравченко. Имел троих сыновей (Виль, Юрий, Игорь) и дочь Ольгу. Старший сын, Виль Андреевич Кравченко (1927—1944) в годы Великой Отечественной войны воевал юнгой на речном катере-тральщике 3-й бригады траления Днепровской военной флотилии и погиб смертью храбрых в возрасте 17 лет в ходе Пинского десанта. Посмертно награждён орденом Отечественной войны 2-й степени. Внучка Ольга Кравченко принимала участие в финале конкурса «Мисс „Красная звезда“—97».

## Память

Кравченко А. Г. памятная плита (Саратов)

- Бронзовые бюсты установлены на родине и на Аллее Героев в городе Яготин Киевской области.
- Мемориальные доски в Москве (Кутузовский проспект, 2/1), Киеве (Михайловский переулок, 9А), Днепропетровске (улица Чичерина, 45А), посёлке Славище Киевской области, Сумах (улица Кирова, 165), Саратове (улица Горького 11).
- В Волгограде общеобразовательная школа № 99 носит имя дважды Героя Советского Союза А. Г. Кравченко.
- В Санкт-Петербурге его именем названа новая улица в Красносельском районе.
- Имя увековечено в Главном Храме Вооружённых сил России, и запечатлено на мемориале «Дорога памяти»[9]

## Награды
Награды СССР

Памятник на Новодевичьем кладбище Москвы

- Дважды Герой Советского Союза (10.01.1944 № 2546, 8.09.1945 № 83),
- Два ордена Ленина (10.01.1944, 21.02.1945),
- Четыре ордена Красного Знамени (21.03.1940, 2.01.1942, 3.11.1944, 20.06.1949),
- Два ордена Суворова I степени (13.09.1944, 28.04.1945),
- Орден Богдана Хмельницкого I степени (17.05.1944),
- Орден Суворова II степени (8.02.1943),
- Орден Кутузова II степени (27.08.1943),
- Медаль «За оборону Москвы»,
- Медаль «За оборону Сталинграда»,
- Медаль «За взятие Будапешта»,
- Медаль «За освобождение Праги»,
- Медаль «За взятие Вены»,
- Другие медали СССР.

Иностранные награды
- Рыцарь-Командор ордена Британской империи (Великобритания, 11.05.1944),
- Орден Святого Михаила и Святого Георгия (Великобритания),
- Орден Почётного легиона степени командора (Франция),
- Военный крест ([Франция),
- Орден «Юнь Квей» (Китай, 24.01.1946)[10],
- Орден Белого льва II степени (ЧССР),
- Орден «Защита Отечества» III степени (Румыния),
- Орден Заслуг Венгерской Народной Республики II класса (Венгрия),
- Орден Красного Знамени (Монголия),
- Медаль Георга (Великобритания),
- Медаль «За освобождение от фашистского ига» (Румыния)[11].